# Analog-til-digital-konverter
 For alternative betydninger, se Konverter.
 For alternative betydninger, se ADC.
En analog-til-digital-konverter, AD-konverter eller ADC, er et hybrid kredsløb, som tager imod et analogt signal (se analog elektronik) og omsætter det til et binært tal der kan aflæses af et digitalt kredsløb (se digital elektronik). Den bruges som delkredsløb i større elektroniske kredsløb, hvor et digitalt system (f.eks. en computer eller mikrocontroller) skal kunne "måle" en elektrisk spænding eller strøm.

## Egenskaber og ydeevne
De to væsentligste egenskaber ved en AD-konverter er det antal bit den oversætter det analoge signal til, og hvor hurtigt den kan måle og oversætte signalet.
Den sidste egenskab kan udtrykkes ved samplingsfrekvensen.
Antallet af bit afgør hvor detaljeret information man kan få om det analoge signal for hver måling: Hver bit i en AD-konverter forøger forholdet mellem de største og mindste udsving med faktor 2, eller 20·log 2 (ca 6,02) decibel. Og jo hurtigere AD-konverteren er, desto flere målinger kan der foretages pr. enhed tid, og følgelig kan man måle hurtige variationer i det målte signal mere præcist.

## Forskellige AD-konvertere og deres virkemåde
Der findes forskellige måde at "oversætte" det analoge signal til binær information, og følgelig eksisterer der forskellige slags AD-konvertere, hver med deres fordele og ulemper:
- Den parallelle AD-konverter sammenligner signalet med 2n nummererede prøvespændinger (hvor n er antallet af bit) på samme tid. En del af disse sammenligninger (med prøvespændinger mindre end det målte signal) vil vise at målesignalet er størst, mens resten (med prøvespændinger større end målesignalets) vil vise at prøvespændingen af størst. Et kombinatorisk kredsløb modtager et digitalt signal fra hver sammenligning, og genererer et binært tal svarende til nummeret på den største prøvespænding som viste sig mindre end den målte spænding.
- Den serielle AD-konverter sammenligner det analoge signal med et antal "prøvespændinger", én efter én. Efter n sammenligninger har den samlet n bit sammen i et indbygget skifteregister, som repræsenterer spændingen af det analoge signal. Denne type AD-konverter kan laves med relativt få komponenter, uanset hvor mange bit man ønsker resultatet i, og er derfor tilsvarende billig. Til gengæld er den noget langsommere end den parallelle AD-konverter ovenfor, og hvis det signal der måles på ændrer sig undervejs i en måling, sker der fejl i "oversættelsen". For at imødegå dette problem kan man bruge et såkaldt sample-and-hold-kredsløb til at fastholde det analoge signal mens der måles.
- En tredje type AD-konverter er bedst egnet til at måle på støjfyldte signaler: Den sammenligner målespændingen én gang med én referencespænding, men gør det til gengæld mange gange. På grund af støj vil nogle sammenligninger angive at målespændingen er over referencespændingen, og andre at den er under, og ved at tælle hvor mange ud af et vist antal målinger der overgår referencen, har man et binært udtryk for den jævnspænding der "gemmer sig i støjen". Nøjagtigheden af denne målemetode stiger med kvadratroden af antallet af målinger, så der skal talrige sammenligninger til én måling, hvilket gør denne type AD-konverter relativt langsom.